# لوکاس روزین
لوکاس روزین (به پرتغالی: Luciano Andrade Rissutt) مدافع اهل برزیل است که در شهر سالوادور و در تاریخ ۲۲ ژانویهٔ ۱۹۷۷ به دنیا آمده‌است.
لوکاس روزین در تیم‌های فوتبال Juventus-SP سابقهٔ حضور دارد.